# 1. partizanski korpus (ZDA)
1. partizanski korpus (izvirno angleško 1st Partisan Corps) je bila tujska enota, ki se je borila na strani Američanov med ameriško osamosvojitveno vojno.

## Zgodovina
Enota je bila ustanovljena 1. januarja 1781, ko sta se združili Armandova legija in Samostojni trop lahke konjenice (poveljnik: stotnik Henry Bedkin); enota je bila organizirana v 3 konjeniške in 3 pehotne trope.
Enota je bila razpuščena 25. decembra 1783 v Yorku (Pensilvanija).